# 小行星5516
小行星5516（英語：5516 Jawilliamson）是一颗围绕太阳公转的小行星。1989年5月2日，埃莉諾·赫琳在帕洛马山发现了此天体。
这颗小行星的绝对星等为38.06924等。